# Piazza Garibaldi (Livorno)
Piazza Garibaldi è una caratteristica piazza di Livorno, posta lungo le sponde del Fosso Reale e sede di un frequentato mercato giornaliero.

## Storia
Nota anticamente come piazza Rangoni, dal nome di una famiglia che qui possedeva alcune abitazioni, le sue origini risalgono alla formazione della città fortificata di Livorno (XVI secolo), quando quest'area divenne il punto di raccordo tra il varco posto lungo le mura (la scomparsa Porta a Pisa) e la strada per Pisa.
La realizzazione dei primi sobborghi oltre il Fosso Reale, nel XVIII secolo, determinò la rapida urbanizzazione della zona e la formazione di alcuni caseggiati intorno alla piazza.
Tuttavia, un riassetto delle zone limitrofe si ebbe solo negli anni quaranta dell'Ottocento, quando, con l'abbattimento della cinta muraria medicea, Luigi Bettarini coprì il vicino Fosso Reale con una vasta volta (il Voltone, oggi piazza della Repubblica) che divenne il principale punto di raccordo tra la città storica ed i sobborghi. Per questo, il Palazzo Malenchini, che inizialmente aveva il fronte principale rivolto verso la piazza Rangoni, fu dotato di una nuova monumentale facciata sul Voltone.
Nel 1882 la piazza Rangoni fu intitolata a Giuseppe Garibaldi e, nel 1889, qui fu innalzato il monumento allo stesso Garibaldi; opera del celebre Augusto Rivalta, la scultura si erge su un alto basamento eseguito sotto la direzione di Angiolo Badaloni.
In un primo momento era stato ipotizzato di collocare la statua lungo la passeggiata a mare, nei pressi del Cantiere Orlando, ma l'opinione pubblica fece pressione affinché il monumento fosse eretto in una zona più centrale e popolare.

## Luoghi d'interesse nelle vicinanze
- Monumento a Garibaldi
- Piazza della Repubblica
- Fosso Reale
- Fortezza Nuova